# Phyllomacromia pallidinervis
Phyllomacromia pallidinervis – gatunek ważki z rodziny Macromiidae.